# Gordan Maras
Gordan Maras (Zagreb, 13. lipnja 1974.) hrvatski političar, ekonomist, ministar poduzetništva i obrta u dvanaestoj Vladi Republike Hrvatske.

## Životopis
Rođen je 13. lipnja 1974. u Zagrebu. Završio je OŠ "Vladimir Nemet", a maturirao u X.gimnazija 1999. Pohađao je i Cotrugli Business School, EMBA.Od 2001. do 2003. bio je poslovni direktor Hrvatskog olimpijskog centra Bjelolasica, potom izvršni direktor Maksima komunikacije a od 2004. do 2010. poslovni direktor SDP-a.

## Politička karijera
Godine 2000. postao je predsjednik Foruma mladih SDP-a i član Glavnog odbora SDP-a. Na parlamentarnim izborima 2007. postao je saborski zastupnik i potpredsjednik Odbora za financije i državni proračun, te član Odbora za gospodarstvo i Odbora za prostorno uređenje i graditeljstvo.
U veljači 2017. godine, nakon otkrivanje više skandala Milanovićeve Vlade koji su uključivali pranje novca i utaju poreza, Državno odvjetništvo Republike Hrvatske prilikom pregledavanja putnih naloga državnih ministarstava otkrilo je nekoliko nepravilnosti u Ministarstvu gospodarstva, poduzetništva i obrta. Prema izvješću DORH-a, koje su u cijelosti prenijeli samo HINA i internetski portal Direktno.hr, Maras je sredinom 2015. putovao u Sjedinjene Države sa svoja dva suradnika. Put je opisao kao službeni put na kojem se sastao s predstavnicima američke producentske tvrtke HBO kako bi lobirao za nastavak snimanja serija poput serije “Igre prijestolja” u Hrvatskoj. Na potrebe službenog puta potrošeno je oko 100.000 kuna iz državnog proračuna. No, nakon što je HBO tri mjeseca kasnije objavio napuštanje Hrvatske, nezadovoljan uvjetima rada i načinu ophođenja, dio javnosti ostao je zbunjen putovanjem koje nije dalo rezultata.

## Privatni život
Živi u izvanbračnoj zajednici i ima dvoje djece. Govori engleski jezik, a hobiji su mu tenis i nogomet.